# Confissões sexuais de um anónimo russo
Confissões sexuais de um anónimo russo é uma obra erótica francesa do século XX de autor anônimo. A primeira edição foi publicada em Paris em 1990. Centrada na vida sexual do narrador, a história decorre entre a Ucrânia (então pertencente ao Império Russo) e a Itália no fim do século XIX. Qualificada de “auto-biografia sexual” pelo autor, descreve as experiências sexuais de um homem arrojado em príncipio a uma vida conformista, que acaba por deixar-se levar por seus instintos eróticos, ao ponto de não poder controlá-los.
Na narração, que segundo o autor tem o valor de ser “absolutamente precisa e verídica”, o protagonista, criado no ambiente de uma família nobre ucraniana, se compraz rebuscando em sua memória “as lembranças mais íntimas” da sua vida sexual desde a infância. São abundantes as relações pederásticas entre o protagonista e mulheres jovens do seu entorno, bem como situações sexuais entre crianças, sem deixar de lado o incesto.  No final do relato, o autor confessa a sua preferência por meninas pré-pubescentes, tendência que ele próprio atribui às suas experiências sexuais temporãs, e manifesta a sua confusão pela frequência crescente das suas prácticas masturbatórias. 
A obra foi introduzida anonimamente na caixa postal de Havelock Ellis, um dos pioneiros da sexologia, que pelo seu interesse testemunhal a inclui no sexto volume da edição francesa dos seus Estudos sobre psicologia sexual de 1926. Graças a isso atualmente se sabe que o autor procedia realmente da Ucránia, mas emigrou para a Itália para estudar engenharia e posteriormente instalou lá o seu domicílio. 
O escritor Vladimir Nabokov se inspirou nesta obra para a criação do seu célebre romance Lolita. Em Fala, memória, Nabokov escreve: «A nossa inocência me parece agora já quase monstruosa à luz das distintas confessões que provêm do mesmo período que cita Havelock Ellis, em que os meninos de todos os sexos imagináveis são entregues a todos os pecados greco-romanos, desde os centros industriais anglo-saxões até à Ucránia (donde nos chega, por certo, um Diário particularmente lascivo de um fazendeiro)». O autor expressa assim a admiração que o livro suscitou nele: «As aventuras amorosas do russo me entusiasmaram. São marabilhosamente divertidas. Sendo adolescente deve ter tido a sorte extraordinária de se encontrar com meninas de reações excepcionalmente rápidas e generosas».